# Ray Kassar
Pour les articles homonymes, voir Kassar.
Raymond E. Kassar (né le 2 janvier 1928 et mort le 10 décembre 2017) était président, puis chief executive officer, de l'entreprise Atari de 1978 à 1983. Il fut précédemment vice-prédisent des Industries Burlington.